# High Temperature Test Reactor
High Temperature Test Reactor (HTTR) − eksperymentalny japoński reaktor jądrowy, moderowany grafitem i chłodzony helem. Uruchomiony przez Japońską Agencję Energii Atomowej w Orai, w prefekturze Ibaraki.

## Historia
Projekt reaktora powstał w 1987 roku, po podjęciu decyzji o aktywnym rozwoju technologii jądrowych w Japonii. W 1989 wpisano budowę HTTR do budżetu a w 1991 rozpoczęto jego budowę, którą zakończono w maju 1996. Załadunek paliwa rozpoczęto 1 lipca 1998. Reaktor osiągnął stan krytyczny 10 listopada 1998. Maksymalną moc cieplną 30 MW osiągnął 7 grudnia 2001. Licencję na normalną pracę reaktora wydano 6 marca 2002.

## Teren
Ośrodek HTTR znajduje się około 100 kilometrów od Tokio. Zajmuje obszar 200 na 300 metrów. Najkrótsza odległość od reaktora do granicy działki wynosi 280 metrów.

## Budowa
Budynek reaktora ma wymiary boczne 48x50 metrów, a osłona biologiczna, o średnicy 18,5 metra i wysokości 30 metrów, znajduje się całkowicie pod ziemią. Osłona biologiczna zawiera:
- zbiornik ciśnieniowy reaktora
- układ cyrkulacji helu
- pierwszo i drugorzędny system chłodzenia wodnego
- pośredni wymiennik ciepła

Budynkowi reaktora towarzyszy 80 metrowej wysokości kolektor wentylacyjny.

## Specyfikacja techniczna
Znamionowa moc cieplna reaktora wynosi 30 MW. Rdzeń reaktora jest chłodzony helem o ciśnieniu 4 MPa, temperaturze wlotowej 395 °C i wylotowej 950 °C. Moderatorem jest grafit. Zestawy paliwowe reaktora mają kształt sześciokątny. Zawierają tlenek uranu o wzbogaceniu 3-10%, z pokryciem TRISO. Sto pięćdziesiąt zestawów umieszczonych jest w 30 kolumnach. Rdzeń zawiera 7 par prętów kontrolnych. Reflektor zawiera ich 9 par. Gęstość mocy wynosi 2,5 W/cm³.
Możliwa jest w nim produkcja wodoru.